# Hochpass (Bildbearbeitung)
Der Hochpass-Filter ist eine Methode zum Nachschärfen von Bildern. Der Filter sucht die Kanten im Bild, das heißt Stellen großer Helligkeitsunterschiede. Diese Kanten erhält der Filter in einem – in den meisten Programmen einstellbaren – Radius, der Rest des Bildes erscheint als konturlose, graue Fläche.
Probleme können entstehen, wenn das Verfahren zu stark eingesetzt wird. Es bildet sich dann etwa eine leuchtende Kante um die hervorgehobenen Konturen. Auch werden dem Bild dadurch keine  neuen Informationen hinzufügt, sondern lediglich der subjektive Schärfeeindruck verbessert.

## Beispiel
Als Beispiel soll ein Bild dienen, das durch mangelnde Kontraste unscharf wirkt.

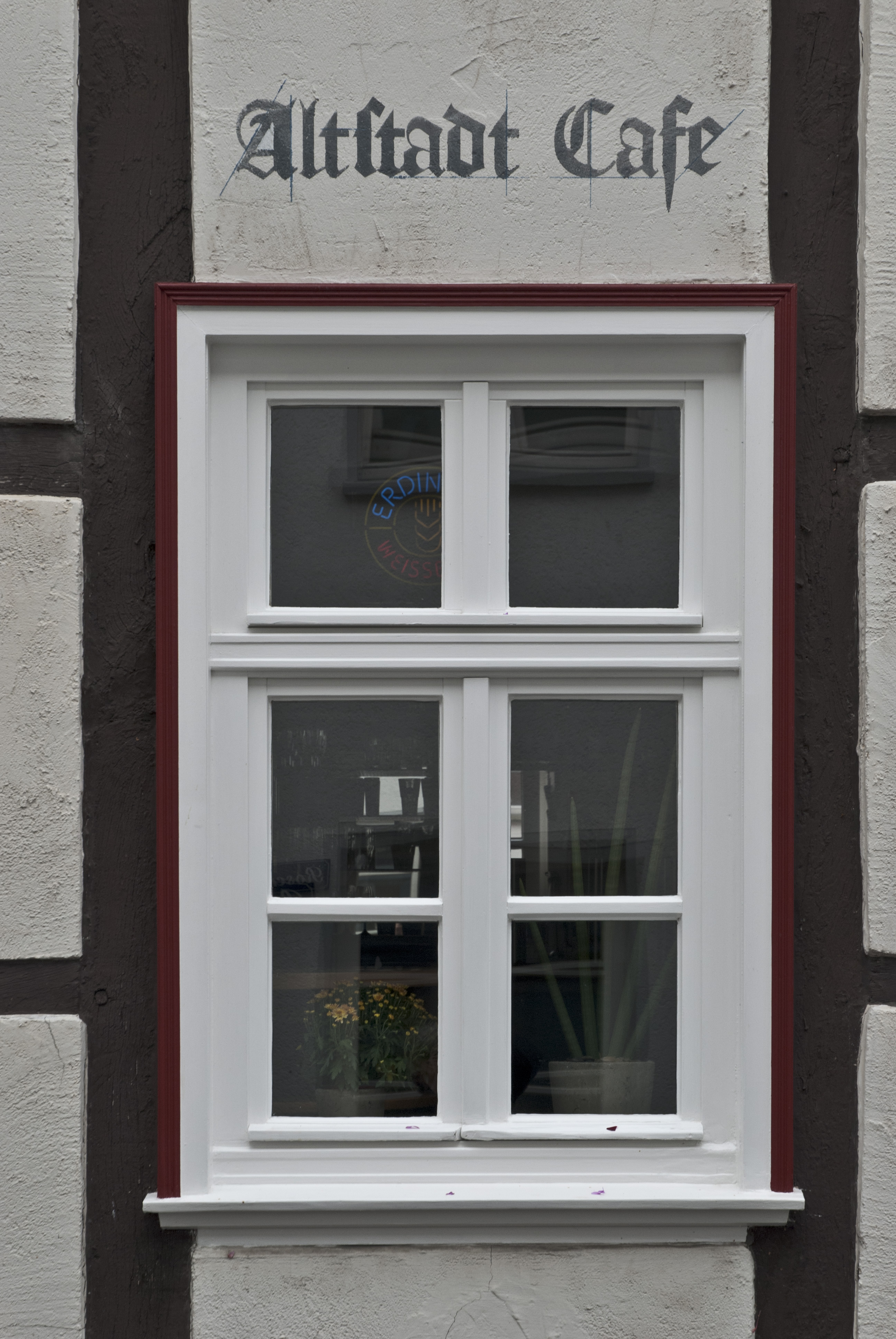
1. Ausgangsbild (an dem vorab schon einige geometrische Elementarkorrekturen durchgeführt wurden), das flau und konturlos wirkt
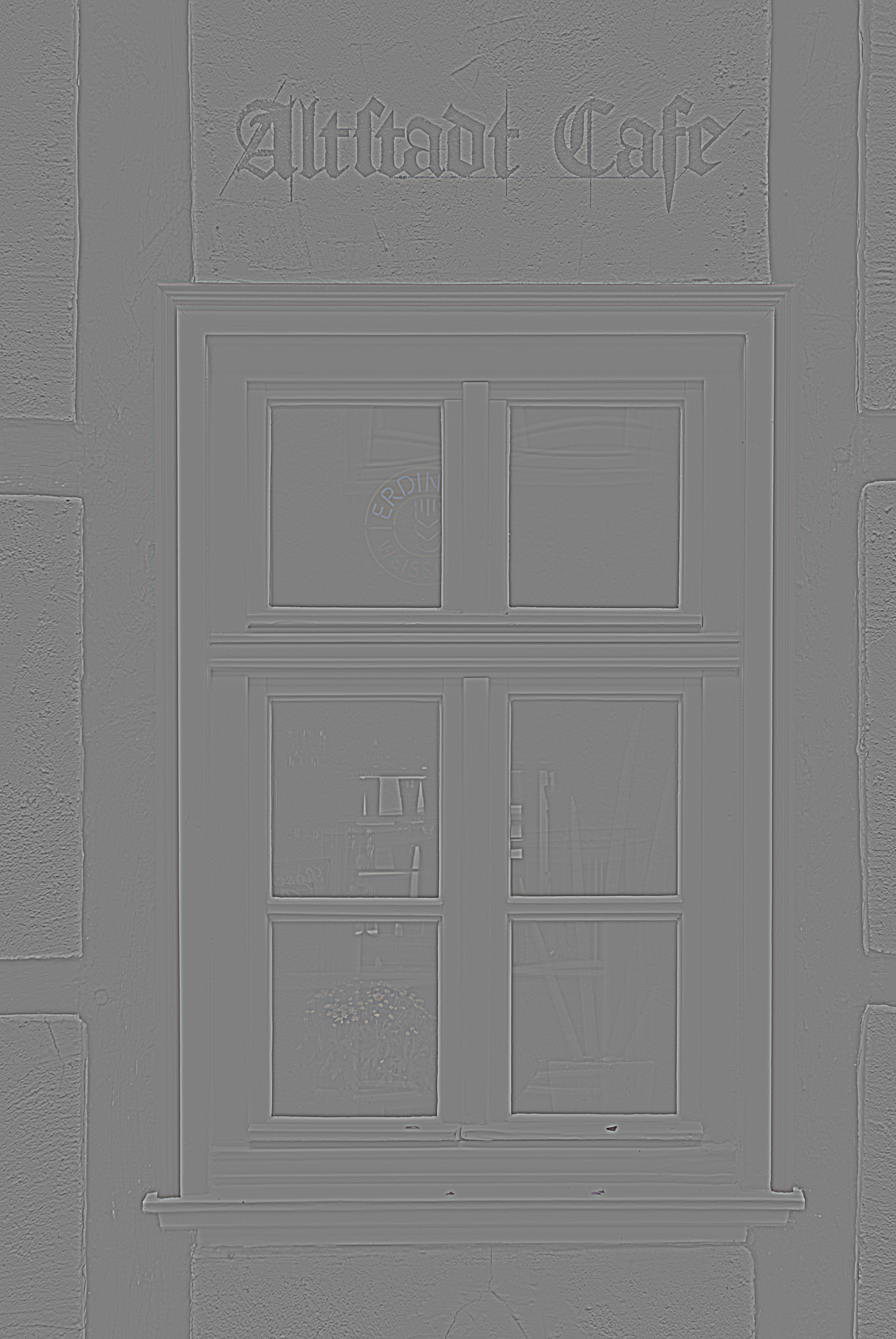
2. Hochpassdarstellung, Radius: 5 Pixel. Die Kantenumgebung wurde mit einem Radius von 5 Pixeln erhalten, der Rest des Bildes wurde auf eine graue Fläche reduziert
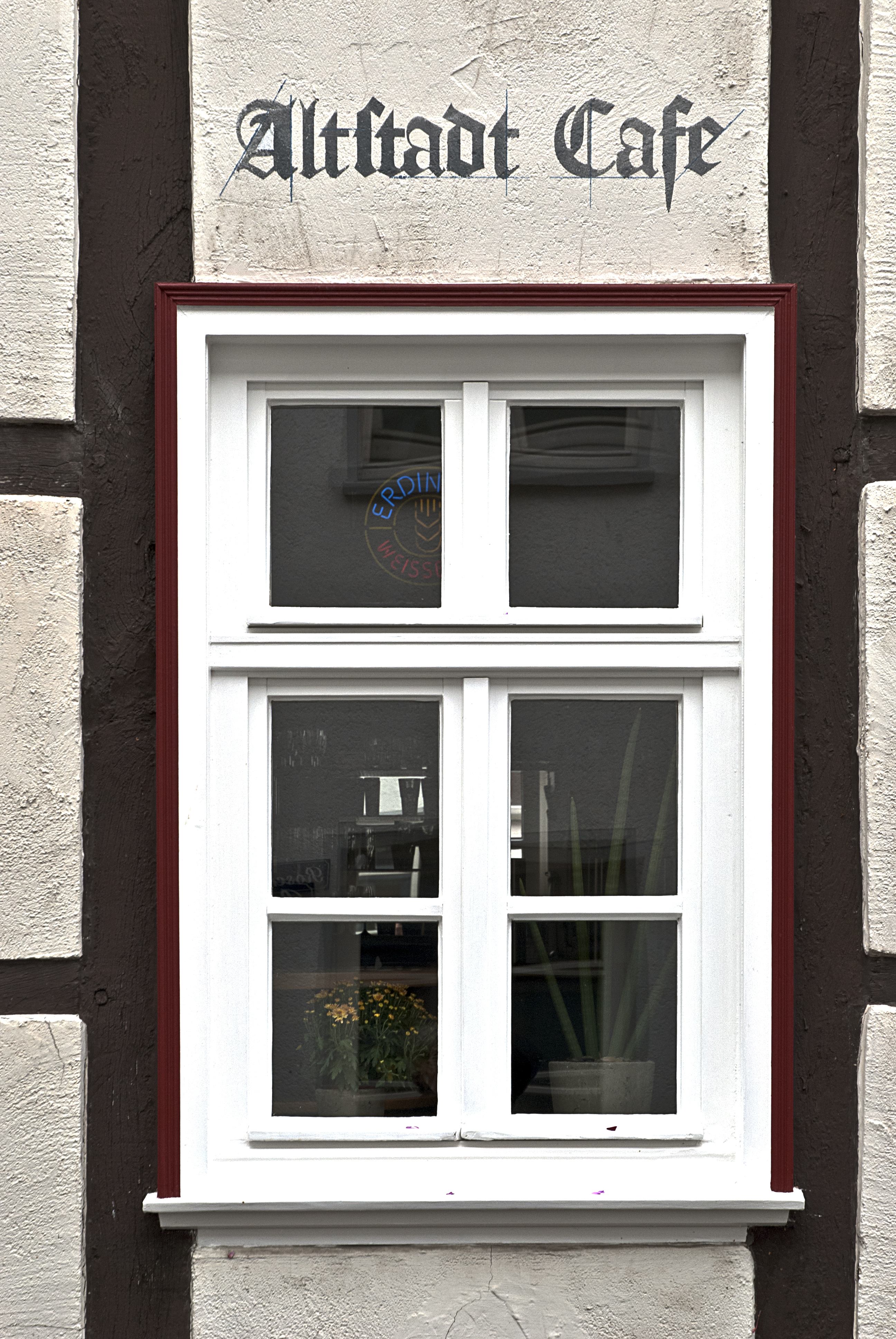
3. Endresultat durch Ineinanderkopieren von Hochpassdarstellung und Ausgangsbild